# Zmarli we wrześniu 2009

## Wrzesień 2009
- 28 września
  - Szimon Noson Nota Biderman, cadyk lelowski
  - Zdzisław Wąs, polski działacz partyjny i państwowy, prezydent Elbląga i wicewojewoda elbląski (1975–1981)[1]
  - Leszek Świgoń, polski aktor[2]
- 26 września
  - Zygmunt Chychła, polski bokser[3]
- 25 września
  - Alicia de Larrocha, hiszpańska pianistka
- 23 września
  - José Falcão e Cunha, portugalski polityk i inżynier, minister ds. socjalnych i ochrony zatrudnienia (1993–1995)[4]
- 21 września
  - Myrosław Marusyn, ukraiński duchowny katolicki, arcybiskup
- 20 września
  - Bertil Gärtner, szwedzki duchowny luterański, emerytowany biskup Göteborga (1970–1991)
  - Janusz Kaczmarski, polski malarz i pedagog, profesor sztuk plastycznych
- 19 września
  - Elizaweta Mukaszej, rosyjska historyk
  - Witold Rosiński, polski profesor techniki, członek PAN
  - Eduard Zimmermann, niemiecki prezenter telewizyjny i dziennikarz
- 18 września
  - Irving Kristol, amerykański pisarz polityczny, twórca pojęcia neokonserwatyzmu
  - Barbara Skarga, polska filozof[5]
  - Natalia Szwedowa, rosyjska leksykolog
- 17 września
  - Janusz Piekarczyk prof. nauk medycznych, specjalista w zakresie chirurgii szczękowej, rektor WUM (1999-2005)[6]
- 16 września
  - Ryszard Ćmielewski, polski działacz państwowy i sportowy, wicewojewoda poznański (1977–1982)[7]
- 15 września
  - Stanisław Górski, polski jogin[8]
- 14 września
  - Mieczysław Kobek, polski aktor, reżyser[9]
  - Darren Sutherland, irlandzki bokser, medalista olimpijski z Pekinu (2008)[10]
  - Patrick Swayze, amerykański aktor[11]
  - Paweł Zugaj, polski kolarz, wielokrotny medalista mistrzostw Polski w kolarstwie szosowym[12]
- 13 września
  - Bronisław Janaszak – polski działacz partyjny i państwowy[13]
  - Clarence "C.J." Jenkins, amerykański basista thrashmetalowej grupy Faith or Fear[14]
- 12 września
  - Tadeusz Somogi, polski aktor[15]
  - Norman Borlaug, amerykański agronom, laureat Nagrody Nobla za rok 1970[16]
  - Jack Kramer, amerykański tenisista[17]
  - Willy Ronis, francuski fotograf
  - Aleksander Ziemny, polski poeta, prozaik, reportażysta, tłumacz.
  - Gertruda Szalsza, polska aktorka znana z roli Karlikowej w serialu Święta wojna
- 11 września
  - Juan Almeida Bosque, kubański polityk, rewolucjonista
  - Gertrude Baines, amerykańska rekordzistka długowieczności, najstarsza osoba na świecie
  - Jim Carroll, amerykański pisarz, poeta, muzyk[18]
  - Larry Gelbart, amerykański scenarzysta filmowy[19]
  - Georgios Papoulias, grecki polityk
- 9 września
  - Piotr Marciniak, polski żołnierz, który zginął w Afganistanie
  - Andrzej Śliwiński, biskup senior elbląski[20]
- 8 września
  - Alaksandr Aksionau, radziecki polityk, dyplomata, ambasador ZSRR w Polsce
  - Aage Niels Bohr, duński fizyk jądrowy, laureat Nagrody Nobla za rok 1975
  - Mike Bongiorno, włoski prezenter telewizyjny
  - Piotr Nowakowski – polski kapitan i samorządowiec, wiceminister transportu i gospodarki morskiej (1995–1997)[21]
  - Artur Pyc, polski wojskowy, żołnierz który zmarł w wyniku odniesionych ran w Afganistanie
- 7 września
  - Medea Chakhava, gruzińska aktorka teatralna i filmowa
  - Raanan Naim, izraelski polityk
  - Paul Lê Đắc Trọng, wietnamski duchowny katolicki, biskup Hanoi
  - Norman West, brytyjski polityk i związkowiec, eurodeputowany II, III i IV kadencji (1984–1998)[22]
- 6 września
  - Wojciech Bruszewski, polski reżyser i operator filmowy[23]
  - Vanja Drach, chorwacki aktor
  - Jose Francisco Fuentes, meksykański polityk
  - Nada Iveljic, chorwacki pisarz
  - Maksymilian Małkowiak, polski hokeista na trawie, olimpijczyk[24]
  - Marcin Poręba, polski saper, żołnierz który zginął w Afganistanie
  - Tatiana Ustinowa, rosyjska geolog
- 4 września
  - Daniel Bloch, izraelski dziennikarz
  - Franz Olah, austriacki polityk, minister
  - Ryszard Rzepecki, polski fotoreporter, wnuk Stanisława Cata Mackiewicza[25]
  - Jan Stankowski, polski fizyk, członek Polskiej Akademii Nauk
- 3 września
  - Teresa Borowska, polska pedagog (ur. 1945)
  - Christine D'Haen, belgijska poetka
  - Giovanni Melis Fois, włoski duchowny katolicki, biskup Nuoro
  - Krystyna Gryczełowska, polska reżyserka
- 2 września
  - Tibor Kristóf, węgierski aktor
  - Christian Poveda, francuski dziennikarz, autor filmów dokumentalnych[26]
- 1 września
  - Jake Brockman, amerykański pianista, klawiszowiec, członek Echo & the Bunnymen[27]
  - Jang Jin-young, koreańska aktorka[28]
  - Erich Kunzel, amerykański dyrygent popowej orkiestry[29]